# Pucallpa (geslacht)
Pucallpa is een kevergeslacht uit de familie van de boktorren (Cerambycidae). De wetenschappelijke naam van het geslacht werd voor het eerst geldig gepubliceerd in 1959 door Lane.

## Soorten
Pucallpa omvat de volgende soorten:
- Pucallpa cristata Lane, 1959
- Pucallpa robusta Monné, 1978